# Helene von Düring-Oetken
Helene von Düring-Oetken (* 1. Februar 1841 in Loy, Rastede, Großherzogtum Oldenburg; † 15. Juni 1931 in Berlin) war eine deutsche Schriftstellerin, die auch unter dem Pseudonym Arthur von Loy publizierte.

## Leben
Der Vater von Helene von Düring-Oetken war der Rittergutsbesitzer Friedrich von Düring, ihre Mutter Sophie, geborene von Hohenhausen. Eine Großmutter war die Schriftstellerin Elise von Hohenhausen. Sie war auch die Nichte einer zweiten Elise von Hohenhausen, die als Schriftstellerin und Saloniere hervorgetreten ist. Im Kindesalter verlor sie ihre Mutter und wurde von einer Tante aufgezogen. Erste novellistische Arbeiten erschienen in der Gartenlaube und in Schorers Familienblatt. Unter ihrem Pseudonym gab sie psychologische Novellen, Aphorismen und Romane heraus. Unter ihrem eigenen Namen erschienen Bücher mit mehr praktischem Inhalt.

## Werke
- Zu Hause, in der Gesellschaft und bei Hofe. Eine Schilderung des gesellschaftlichen Lebens. Mit Illustrationen von Carl Röhling. Anhang: Die Jagd, bearb. von Gen.-Maj. z. D. Friedrich von Dincklage-Campe. Duell u. Ordenswesen, bearb. v. General z. D. Hans von Kretschmann. Pfenningstorff, Berlin 1896.
- Berliner Novellen aus der Gesellschaft. Kogge & Fritze, Berlin 1883. (Volltext. Anmeldung erforderlich)
- Graf und Gräfin von Ortenegg. Roman. Bechtold, Wiesbaden 1885.
- Aus der Wirklichkeit. Novellen und Aphorismen. Eckstein, Berlin 1892.
- Neue Novellen und Märchen. Grunert, Berlin 1902.
- Die Probe. Novelle. Continent, Berlin 1907.
- Der schöne Egon. Novelle. Continent, Berlin 1913. (Digitalisat)